# 保羅·西弗勒

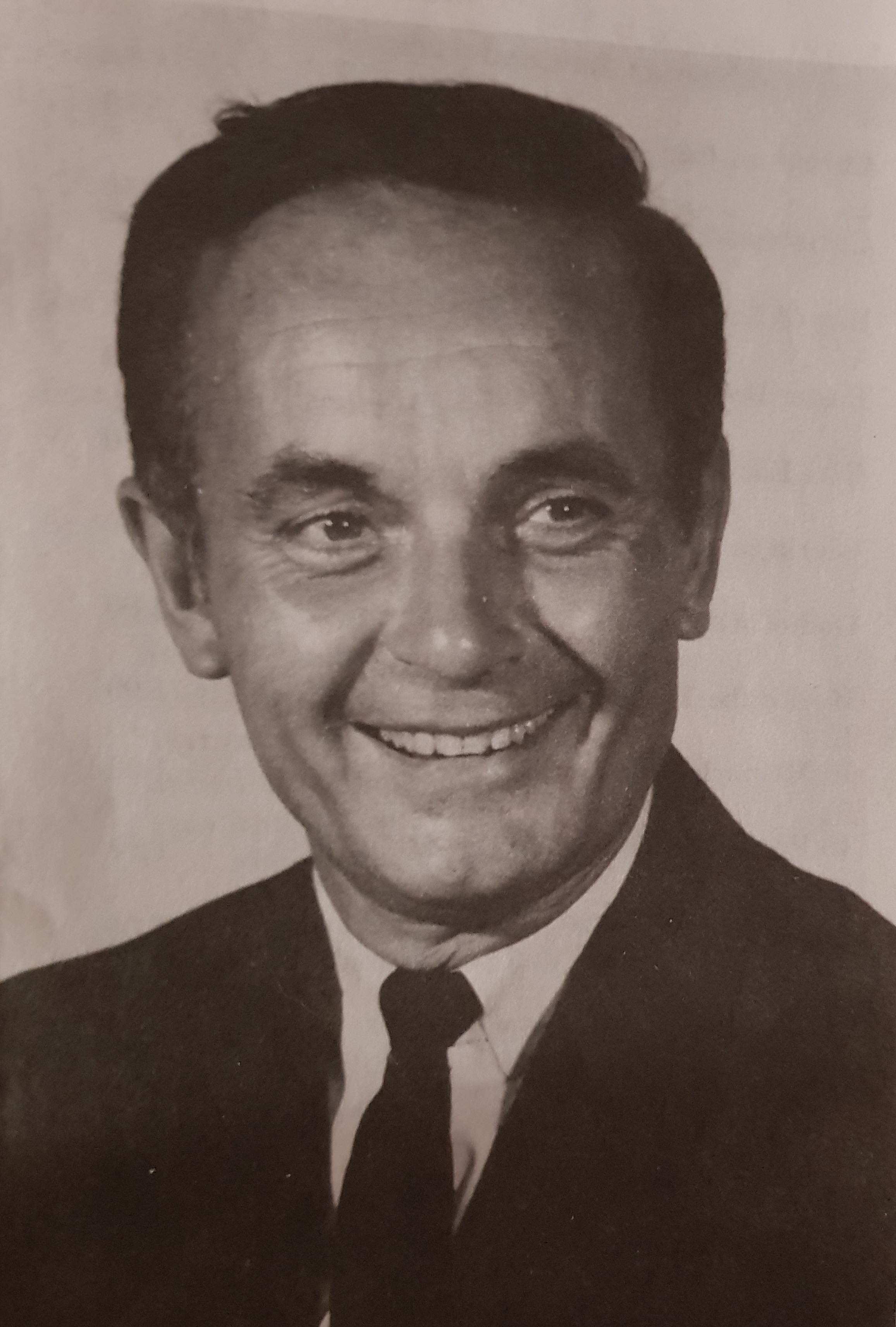
保羅·西弗勒 (1911–2001)

保羅·西弗勒（英語：Paul J. Sifler）在1911年12月31日出生於斯洛文尼亞的盧布爾雅那，是斯洛文尼亞一名非常著名的作曲家與指挥家。保羅·西弗勒是管風琴製造商伊萬·卡辛及年輕歌手Terezija Gerjol 的私生子。保羅·西弗勒在11 歲時從斯洛文尼亞移居美國，並在芝加哥音樂學院讀書。

## 音樂生涯
保羅·西弗勒在1940年於芝加哥音樂學院畢業，並獲得作曲學位。 保羅·西弗勒是一位多產的作曲家，最著名的作品大多是管風琴作品。 保羅·西弗勒有些作品與斯洛文尼亞有關，例如鋼琴作品《斯洛文尼亞的三聯畫》、管風琴作品《斯洛文尼亞教堂讚美詩》。在1975年，保羅·西弗勒與約翰·拉蒙丹一起創立了弗雷多尼亞出版社，專門出版保羅·西弗勒與約翰·拉蒙丹的作品。保羅·西弗勒一直在美國荷里活生活並營運弗雷多尼亞出版社，直到2001年5月20日去世。

## 音樂作品

### 管風琴
- 《為和平祈禱》
- 《斯洛文尼亞狂想曲》四首
- 《斯洛文尼亞教堂讚美詩》三首前奏曲

### 鋼琴
- 《協奏曲》
- 《美國人之舞狂想曲》
- 《火星人組曲》
- 《斯洛文尼亞的三聯畫》

### 馬林巴琴
- 《組曲》為凱倫·佩辛而創作
- 《小奏鳴曲》

### 合唱
- 《馬林巴琴的彌撒》 SATB四部合唱、三角鐵及馬林巴琴作品
- 《融雪中》SATB四部合唱作品